# Mastermind (pjesma Taylor Swift)
"Mastermind" je pjesma američke kantautorice Taylor Swift s njenog desetog studijskog albuma, Midnights (2022.). Pjesmu su napisali i producirali Swift i Antonoff. Napisali i producirali Swift i Jack Antonoff, "Mastermind" ima stihove koji ispovijedaju ljubavniku kako su inicirali i planirali svoju romantičnu vezu. Prigušena elektropop produkcija uključuje vrtložne arpeggiatore, slojevite vokalne harmonije i ekspanzivan bas. Dospio je do 13. mjesta na Billboard Global 200 i među 20 najboljih na nacionalnim ljestvicama u Australiji, Kanadi, Maleziji, Filipinima, Singapuru i Sjedinjenim Državama. Pjesma je uvrštena na set listu Swiftove turneje "The Eras Tour" (2023.–2024.).

## Pozadina
Američka kantautorica Taylor Swift najavila je svoj deseti studijski album na dodjeli MTV Video Music Awards 2022. 28. kolovoza 2022. Kasnije je otkrila naziv albuma, Midnights, i naslovnicu albuma na društvenim mrežama, ali popis pjesama nije odmah otkriven.
21. rujna 2022., točno mjesec dana prije izlaska albuma, Swift je na platformi društvenih medija TikTok najavila kratku seriju od trinaest epizoda pod nazivom Midnights Mayhem with Me. Svrha serije je objaviti naslov pjesme svake epizode kotrljanjem lutrijskog kaveza koji sadrži trinaest ping pong loptica označenih brojevima od jedan do trinaest; svaka kuglica predstavlja stazu. 
"Mastermind" je bio prva pjesma čiji je naslov pjesme Swift otkrila. Midnights je objavljen 21. listopada 2022. u izdanju Republic Recordsa; "Mastermind" se nalazi na 13. mjestu kao završna pjesma na standardnom izdanju albuma. Pjesma je uvrštena na set listu njezine šeste glavne koncertne turneje, Eras Tour (2023. – 2024.).

## Zasluge
- Taylor Swift – vokal, tekstopisac, producent
- Jack Antonoff – tekstopisac, producent, inženjer, snimanje, bubnjevi, programiranje, udaraljke, Juno, Minimoog, električne gitare, prateći vokali
- Bobby Hawk – violina
- Evan Smith – sintisajzeri, saksofon, inženjer, snimanje
- Michael Riddleberger – bubnjevi, inženjer
- Mikey Freedom Hart – programiranje, Minimoog, inženjer
- Zem Audu – saksofon, inženjer, snimanje
- Megan Searl – pomoćnica inženjera
- Jon Sher – pomoćni inženjer
- John Rooney – pomoćni inženjer
- Serban Ghenea – inženjer miksiranja
- Bryce Bordone – pomoćni inženjer miksa
- Randy Merrill – master inženjer
- Laura Sisk – snimanje
- Jon Gautier – snimanje
- David Hart – snimanje

## Ljestvice
| Ljestvice              | Najviša pozicija |
| ---------------------- | ---------------- |
| Australija             | 12               |
| Češka                  | 52               |
| Filipini               | 13               |
| Kanada                 | 12               |
| Litva                  | 251              |
| Malezija               | 18               |
| Portugal               | 33               |
| Singapur               | 14               |
| SAD                    | 13               |
| Slovačka               | 62               |
| Španjolska             | 80               |
| Švedska                | 56               |
| Švicarska              | 60               |
| Ujedinjeno Kraljevstvo | 15               |
| Vijetnam               | 33               |